# Hypolycaena caeculus
Hemiolaus caeculus là một loài bướm ngày thuộc họ Bướm xanh. Nó được tìm thấy ở nam châu Phi.
Sải cánh dài 30–35 mm đối với con đực và 34–38 mm đối với con cái. Con trưởng thành bay quanh năm với cao điểm sau khi mưa.
Ấu trùng ăn các loài Olax, bao gồm Olax dissitiflora và Olax obtusifolia.

## Phân loài
- Hypolycaena caeculus caeculus (Cape, KwaZulu-Natal, Transvaal, Mozambique, Zimbabwe, Malawi, đông Zambia, tây nam Tanzania)
- Hypolycaena caeculus littoralis Stempffer, 1954 (bờ biển của đông Kenya và đông Tanzania, Usambara Mountains)
- Hypolycaena caeculus vividus Pinhey, 1962 (miền tây Zambia, tây nam Tanzania, nam Zaire (tây nam Shaba))
- Hypolycaena caeculus tsodiloensis (Pinhey, 1969) (miền bắc Botswana)